# Eiler Nystrøm
Frants Eiler Nystrøm (2. marts 1874 i København – 13. oktober 1948 i Vanløse) var en dansk historiker, arkivar og forfatter.
Eiler Nystrøm blev født i København. Som kandidat fik Nystrøm en midlertidig ansættelse som afskriver og registrator i Rigsarkivet, og herfra ledtes han ind på selvstændige studier. En frugt heraf var tobinds-værket Offentlige Forlystelser i Frederik VI's Tid (1910—13), en lovlig bred, men interessant kulturhistorisk fremstilling.
Samme grundighed prægede de to topografiskhistoriske værker Søllerød Sogn i Fortid og Nutid (1911) og Gjentofte Sogn (1916). Et af Nystrøms betydningsfuldeste arbejder blev hans doktordisputats om Den danske Komedies Oprindelse (1918). Ikke alene var det her lykkedes ham at fremdrage flere hidtil ukendte kilder, men han hævdede også en helt igennem original — om end omdisputabel — opfattelse af det første danske teaters Tilblivelse.
Eiler Nystrøm var på udenlandsrejse i Frankrig 1897-98, og senere på adskillige andre rejser rundt om i Europa, bl.a. til Sverige, Norge, Tyskland, Østrig og Italien hvor han besøgte arkiver, ikke mindst i forbindelse med indsamling af kilder til bindet med aktstykker og breve vedrørende Tycho Brahe i nyudgivelsen af hans samlede værker (bind XIV Epistolæ et acta ad vitam Tychonis Brahe pertinentia i Opera omnia).
Nystrøm har endvidere deltaget i adskilligt udgiverarbejde, bl.a. udgivelsen af Bolle Willum Luxdorphs dagbøger (2 bind, 1915-1930) og har forfattet mange tidsskriftafhandlinger, væsentlig af kultur- og personalhistorisk art.
Han blev medlem af Det kongelige danske Selskab for Fædrelandets Historie den 26. november 1926, og var medlem af Det Danske Sprog- og Litteraturselskab, Kildeskriftselskabet og Selskabet for dansk Kulturhistorie. Desuden var han formand for Holberg-Samfundet 1938-1947 og i bestyrelsen for Selskabet for dansk Teaterhistorie (1911-1923).
Eiler Nystrøm er begravet på Solbjerg Parkkirkegård.